# Okres Pécsvárad
Okres Pécsvárad (maďarsky Pécsváradi járás) je okres v jižním Maďarsku v župě Baranya. Jeho správním centrem je město Pécsvárad.

## Sídla
V okrese se nachází celkem 17 měst a obcí.
Města
- Pécsvárad

Obce
| - Apátvarasd - Erdősmecske - Erzsébet - Fazekasboda - Geresdlak - Hidas - Kátoly - Kékesd | - Lovászhetény - Martonfa - Mecseknádasd - Nagypall - Óbánya - Ófalu - Szellő - Zengővárkony |